# Ludwig Kaufmann (Manager)
Ludwig Kaufmann (* 1. Juni 1884 in Burhave; † 19. November 1980) war ein deutscher Industriemanager.

## Werdegang
Kaufmann kam als Sohn von Adolf Kaufmann und Johanne Kaufmann geb. Schwarting zur Welt. Nach bestandener Reifeprüfung und einer zweieinhalbjährigen praktischen Ausbildung diente er von 1904 bis 1910 in der Kaiserlichen Marine.
1910 trat er in die Deutsche Linoleum-Werke AG „Hansa“ in Delmenhorst ein. 1921 rückte er in den Vorstand auf und war später Direktor des Delmenhorster Werks. 1956 trat er in den Ruhestand.
Von 1927 bis 1958 war er Mitglied der Vollversammlung der Industrie- und Handelskammer Oldenburg. Als Abgeordneter der CDU gehörte er von 1945 bis 1948 dem Rat der Stadt Delmenhorst an.

## Ehrungen
- 1952: Verdienstkreuz (Steckkreuz) der Bundesrepublik Deutschland
- 1954: Großes Verdienstkreuz der Bundesrepublik Deutschland
- Ehrenpräsident der Industrie- und Handelskammer Oldenburg